# Kékcsőrű pinty
A kékcsőrű pinty vagy nyugati kékcsőrűpinty (Spermophaga haematina) a madarak osztályának a verébalakúak (Passeriformes) rendjébe, ezen belül a díszpintyfélék (Estrildidae) családjába tartozó  faj.

## Előfordulása
Afrikában, Angola, Benin, Bissau-Guinea, Elefántcsontpart, Egyenlítői-Guinea, Kamerun, a Kongói Köztársaság, a Kongói Demokratikus Köztársaság, a Közép-afrikai Köztársaság, Gabon, Gambia, Ghána, Guinea, Libéria, Mali, Nigéria, Szenegál, Sierra Leone és Togo területén honos. Erdők, folyópartok, mocsaras vidékek lakója.

## Alfajai
- Spermophaga haematina haematina (Vieillot, 1805)
- Spermophaga haematina togoensis (Neumann, 1910)
- Spermophaga haematina pustulata (Voigt, 1831)

## Megjelenése
Testhossza 13-14 centiméter. A hímnél a fejtető, a nyak, a szárny, a farktollak és a hát fénylő fekete, a felső farkfedők feketék vagy elmosódott vöröses színűek. Az áll, a torok, a mell és a testoldalak vörösek. A mell közepe, a has, a testoldalak hátsó része és az alsó farokfedők feketék. A szem vörös vagy barna, sárgás szemgyűrűvel. A csőr kék, vörös heggyel. A láb sárgásbarna. A tojón a homlok, a kantár, az arc mattvörös, a felső farokfedő tollak sötétvörösek, a szárny-és a farktollak barnák. Felül a többi rész palaszürke. A mell és a has közepétől hátrafelé fekete alapon fehér foltok találhatók. Az alsó farokfedők feketék, fehér tollvégekkel.

## Szaporodás
Fészekalja 3 tojásból áll.